# Billy Johnson
Pour les articles homonymes, voir Johnson et Billy Johnson (homonymie).
College Football Hall of Fame 1996
(en) Statistiques sur pro-football-reference
William Arthur Johnson dit Billy « White Shoes » Johnson, né le 27 janvier 1952 à Boothwyn en Pennsylvanie, est un joueur américain de football américain évoluant au poste de wide receiver et comme spécialiste des retours.

## Biographie
Johnson gagne son surnom de White Shoes (« chaussures blanches ») à l'école, où il décolore ses chaussures dans le cadre d'un pari. Il suit par la suite des études à l'université Widener.
Il est drafté en 1974 à la 365e place (quinzième tour) par les Oilers de Houston où il joue essentiellement comme kick returner. Lorsqu'il marque un touchdown, il n'hésite pas à faire une danse inspiré par le chanteur Rufus Thomas ; il est alors l'un des premiers à célébrer ainsi un touchdown.
Johnson joue la saison 1981 dans la Ligue canadienne de football avec les Alouettes de Montréal avant de retourner en National Football League chez les Falcons d'Atlanta, puis les Redskins de Washington.
En 1994, Johnson est sélectionné dans l'équipe NFL de la décennie 1980 et l'équipe du 75e anniversaire de la NFL et il est élu au College Football Hall of Fame.